# مسابقات بین‌المللی قرآن کریم جمهوری اسلامی ایران
مسابقات بین‌المللی قرآن کریم جمهوری اسلامی یک مسابقه بین‌المللی تلاوت قرآن است که از سال ۱۳۶۰ شمسی (۱۹۸۲ میلادی) به صورت سالیانه در کشور ایران و با مدیریت سازمان اوقاف و امور خیریه برگزار می‌شود.

## تاریخچه
اولین دوره این مسابقات از ۱۶ تا ۲۰ بهمن ماه ۱۳۶۰ در حسینیه ارشاد تهران برگزار شد. در این دوره ۲۴ قاری و حافظ از ۱۲ کشور جهان شرکت داشتند که پنج داور خارجی به همراه چهار داور ایرانی قضاوت این مسابقات را بر عهده داشتند.
کشورهای شرکت کننده عبارت بودند از: بنگلادش، جمهوری عربی صحرا، الجزایر، سوریه، مالزی، هندوستان، لیبی، پاکستان، افغانستان، ایران، گینه، عراق

## موضوعات مسابقه
- قرائت
- حفظ
- مقالات قرآنی